# Жорж Казоларі
Жорж Казоларі (фр. Georges Casolari, 5 травня 1941, Ніцца — 6 жовтня 2012, Монако) — французький футболіст, що грав на позиції захисника.
Виступав, зокрема, за клуб «Монако», а також національну збірну Франції.
Дворазовий чемпіон Франції. Володар Кубка Франції. 

## Клубна кар'єра
У дорослому футболі дебютував 1959 року виступами за команду «Монако», кольори якої і захищав протягом усієї своєї кар'єри гравця, що тривала дванадцять років.  Більшість часу, проведеного у складі «Монако», був основним гравцем захисту команди.

## Виступи за збірну
1963 року дебютував в офіційних матчах у складі національної збірної Франції.
Загалом протягом кар'єри в національній команді, яка тривала 2 роки, провів у її формі 3 матчі.
Помер 6 жовтня 2012 року на 72-му році життя у місті Монако.
| Дата       | Місто    | Господарі | Результат | Гості    | Турнір            | Голи | Примітки |
| ---------- | -------- | --------- | --------- | -------- | ----------------- | ---- | -------- |
| 25-12-1963 | Париж    | Франція   | 1 – 2     | Бельгія  | товариський матч  | -    |          |
| 25-4-1964  | Коломб   | Франція   | 1 – 3     | Угорщина | Відбір до ЧЄ 1964 | -    |          |
| 23-5-1964  | Будапешт | Угорщина  | 2 – 1     | Франція  | Відбір до ЧЄ 1964 | -    |          |
| Усього     |          | Матчів    | 3         |          | Голів             | 0    |          |

## Титули і досягнення
- Чемпіон Франції (2):

«Баварія»: 1960-61, 1962-63
- Володар Кубка Франції (1):

«Баварія»: 1962-63